# Banatska Palanka
Banatska Palanka (cyr. Банатска Паланка) – wieś w Serbii, w Wojwodinie, w okręgu południowobanackim, w gminie Bela Crkva. W 2011 roku liczyła 682 mieszkańców.